# Winona Oak
Johanna Ewana Ekmark, (Sollerön, Suecia), más conocida como Winona Oak, es una cantante sueca, que saltó a la fama por colaborar en el sencillo «Hope» del grupo de disc jockeys estadounidenses The Chainsmokers.

## Carrera
En febrero de 2018, Oak colaboró con What So Not para el sencillo "Beautiful". En octubre de 2018, Oak firmó con Neon Gold y Atlantic.  Oak apareció en The Chainsmokers el segundo álbum de estudio de The Chainsmokers, Sick Boy, en la canción "Hope". El 10 de diciembre de 2018, Oak lanzó un video musical para su versión de la canción "Don't Save Me" de Haim, a través de Neon Gold y Atlantic.
A principios de 2020, lanzó su EP debut, CLOSURE,  contando con seis canciones en total, al estilo de electro-pop, siendo los sencillos principales "He Don't Love Me" y  "Break My Broken Heart". Estas canciones se basan en sus experiencias personales.
Winona Oak comentó sobre CLOSURE: 

"Control" consiste en conocer a alguien que te hace flaquear las rodillas y no saber nunca lo que realmente siente por ti. Tomas decisiones arriesgadas, actúas de forma irracional y toleras cosas que normalmente no harías. Te sientes nervioso, inseguro y temes constantemente que te dejen. Ah, y ahora es cuando aprendes: la diferencia entre amor y obsesión. Para el vídeo queríamos apuntar a este sentimiento desesperado con un retorcido sentido del humor".
Winona Oak

En octubre de 2020, debutó a She su segundo EP, junto con el vídeo musical de su sencillo principal homónimo. Cuenta con otros sencillos, lanzados anteriormente: “With Myself” y “Piano In The Sky”, también con sus respectivos videos musicales. Obtuvo críticas mixtas. Los críticos entusiasmados nombraron a "Witn Myself" como una de  “10 canciones pop nuevas y geniales para pasar la semana”. “.
Winona Oak publicó, el 17 de febrero de 2022, el sencillo "Island of the Sun" de su próximo álbum debut. Su video musical oficial está disponible en YouTube.
El nombre del sencillo hace referencia a Solens ö, su tierra natal, también conocida como Isla del Sol.“.

### Estilo musical
Oak tiene un rango vocal de contralto, y se describe a sí misma como una «estrella del pop», sostiene que su «truco mágico» que la diferencia de muchos de sus «compañeros en la valentía de ser vulnerable, verdadera y honesta. Creo que te vuelves más relacionable cuando eres vulnerable.». Según The New York Times, es «la estrella de pop más potente del día — sus éxitos son relacionable con un toque de experimentación.». Por otro lado, Randall Roberts de Los Angeles Times criticó el uso de modismos y metáforas en sus letras y por frecuentes «clichés». En varias ocasiones, ha compuesto para otros artistas, entre los que incluye Selena Gomez & the Scene, Jessie James, Kelly Clarkson, Lesley Roy, Britney Spears, Rita Ora, Iggy Azalea, Nicki Minaj y Ariana Grande.

## Discografía

### Álbumes
Álbumes de estudio
| Título            | Detalles                                                                                           |
| ----------------- | -------------------------------------------------------------------------------------------------- |
| Island of the Sun | - Lanzamiento: 10 de junio de 2022 - Discográfica: Atlantic - Formato: Descarga digital, streaming |

### EP
| Título             | Detalles                                                                                              |
| ------------------ | --- |
| Closure            | - Lanzamiento: 10 de enero de 2020 - Discográfica: Neon Gold, Atlantic - Formato: Descarga digital    |
| Closure (Stripped) | - Lanzamiento: enero de 2020 - Discográficas: Neon Gold, Atlantic - Formato: Descarga digital         |
| She                | - Lanzamiento: 23 de octubre de 2020 - Discográficas: Neon Gold, Atlantic - Formato: Descarga digital |

### Sencillos
| "Don't Save Me"                                                                   | 2018 | —  | Sin álbum         |
| "He Don't Love Me"                                                                | 2019 | —  | Closure           |
| "Break My Broken Heart"                                                           | 2019 | —  | Closure           |
| "Let Me Know"                                                                     | 2019 | —  | Closure           |
| "Oxygen" (de Robin Schulz)                                                        | 2020 | 81 | Sin álbum         |
| "She (Stripped)"                                                                  | 2020 | –  | She               |
| "Thinking About You" (de R3hab)                                                   | 2020 | –  | Sin álbum         |
| "Winter Rain"                                                                     | 2021 | –  | Sin álbum         |
| "Nobody Loves Me" (con ELIO)                                                      | 2021 | –  | Sin álbum         |
| "Island of the Sun"                                                               | 2022 | –  | Island of the Sun |
| "Baby Blue"                                                                       | 2022 | –  | Island of the Sun |
| "—" denotes a recording that did not chart or was not released in that territory. |      |    |                   |

### Colaboraciones
| Title                                          | año  | Posicionamiento en listas | Posicionamiento en listas | Álbum     |
| Title                                          | año  | SWE                       | CZE                       | Álbum     |
| ---------------------------------------------- | ---- | ------------------------- | ------------------------- | --------- |
| "Beautiful" (What So Not junto con Winona Oak) | 2018 | —                         | —                         | Sin álbum |
| "Hope" (The Chainsmokers junto con Winona Oak) | 2018 | 63                        | 75                        | Sick Boy  |
| "Skin & Bones" (Kito junto con Winona Oak)     | 2021 | –                         | –                         | Blossom   |

## Premios y nominaciones

### AIR Awards
Los Australian Independent Record Awards (comúnmente conocidos informalmente como AIR Awards) son una entrega anual de premios que reconoce, promueve y celebra el éxito en el ámbito de la música independiente de Australia.
| Premio     | Año  | Nominado/a                          | Categoría                                          | Resultado | Ref.   |
| ---------- | ---- | ----------------------------------- | -------------------------------------------------- | --------- | ------ |
| AIR Awards | 2019 | "Beautiful" (featuring What So Not) | Best Independent Dance, Electronica Or Club Single | Ganadora  | [ 30 ] |

## Otras lecturas
- Entrevista a Winona Oak Archivado el 10 de abril de 2019 en Wayback Machine.
- Perfil en AllMusic